# Michael Cole (attore)
Michael Cole (Madison, 3 luglio 1940 – Los Angeles, 10 dicembre 2024) è stato un attore statunitense.

## Filmografia parziale

### Cinema
- The Bubble, regia di Arch Oboler (1966)
- Vivere da vigliacchi, morire da eroi (Chuka), regia di Gordon Douglas (1967)
- Nickel Mountain, regia di Drew Denbaum (1984)
- Ossessione demoniaca (Michael Angel), regia di William Gove (2000)
- Mr. Brooks, regia di Bruce A. Evans (2007)

### Televisione
- L'ultimo bambino (The Last Child), regia di John Llewellyn Moxey – film TV (1971)
- Mod Squad, i ragazzi di Greer (The Mod Squad) – serie TV, 123 episodi (1968-1973)
- Sulle strade della California (Police Story) – serie TV, 2 episodi (1974-1975)
- Love Boat (The Love Boat) – serie TV, 2 episodi (1979)
- Tre come allora (The Return of Mod Squad), regia di George McGowan – film TV (1979)
- CHiPs – serie TV, 2 episodi (1979-1981)
- La signora in giallo (Murder, She Wrote) – serie TV, episodi 3x06-6x16 (1987-1990)
- It – miniserie TV, 1 episodio (1990)
- E.R. - Medici in prima linea (ER) – serie TV, episodio 13x08 (2006)
- Ogni libro ha i suoi segreti (Grave Misconduct), regia di Armand Mastroianni – film TV (2008)